# Drummond (Oklahoma)
Drummond est une ville du comté de Garfield, dans l'État d'Oklahoma, aux États-Unis,. En 2010, elle compte une population de 455 habitants.

## Démographie
Lors du recensement de 2010, la ville comptait une population de 455 habitants, tandis qu'en 2019, elle est estimée à 455 habitants.